# ناناسي كيرو
ناناسي كيرو (木龍 七瀬) (31 أكتوبر 1989 في كاناغاوا في اليابان – )؛ هي لاعبة كرة قدم كانت تلعب كمهاجم. ولعبت مع منتخب اليابان لكرة القدم للسيدات.

## وصلات خارجية
- ناناسي كيرو على موقع قاعدة بيانات كرة القدم.إي يو (الإنجليزية)
- ناناسي كيرو على موقع Soccerway.com (الإنجليزية)
- ناناسي كيرو على موقع عالم كرة القدم.نت (الإنجليزية)